# Lliga eslovena de futbol

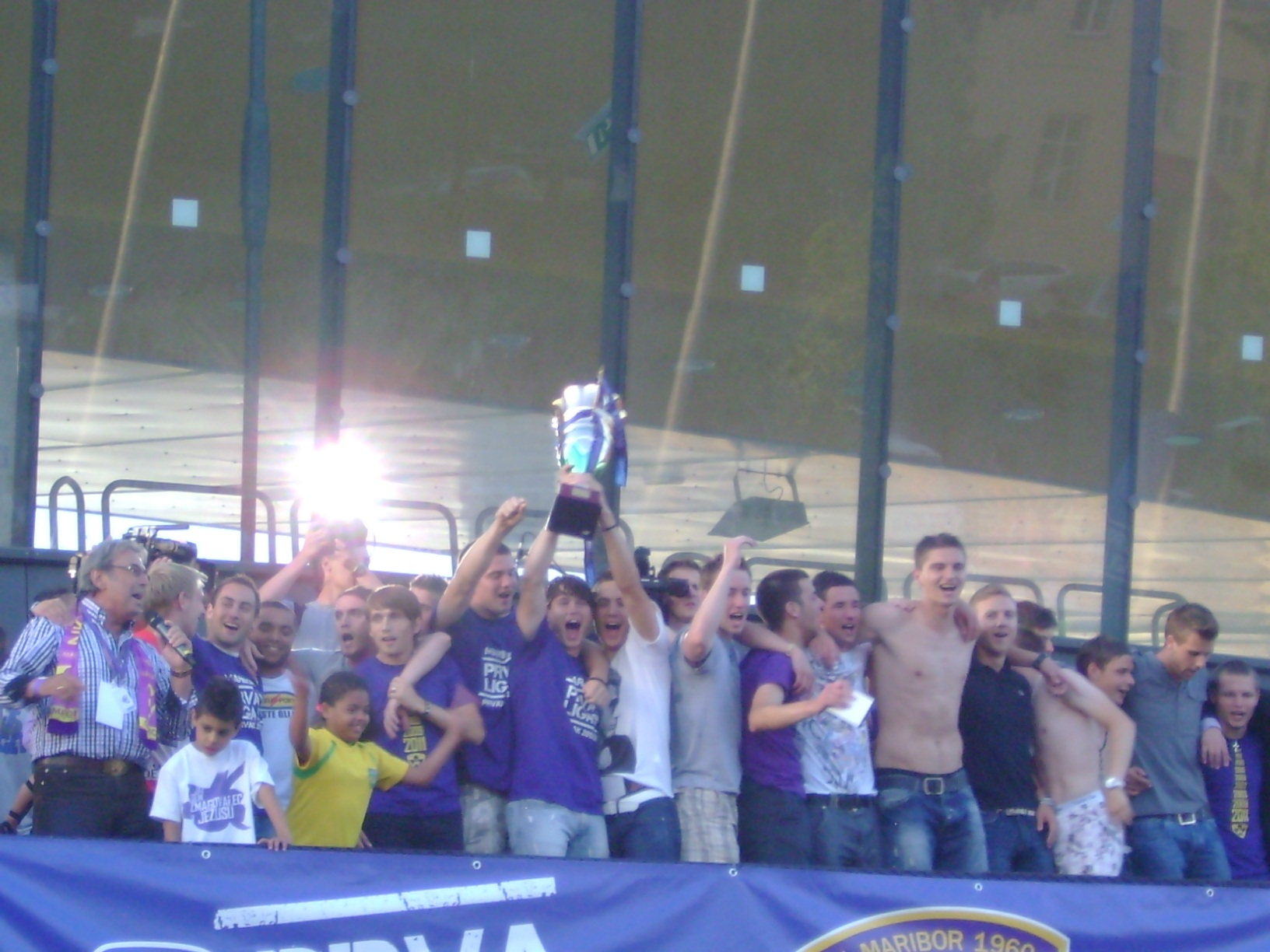
Trofeu de lliga aixecat pels jugadors del Maribor, després de la seva novena lliga guanyada.

La lliga eslovena de futbol (en eslovè, Slovenska nogometna liga, oficialment anomenada PrvaLiga Telekom Slovenije, o abreujadament 1. SNL), és la màxima competició futbolística d'Eslovènia. Està organitzada per l'Associació de Futbol d'Eslovènia.
La competició es disputa des de l'any 1920, tot i que fins a la temporada 1990/91 formava part del sistema futbolístic iugoslau, pel que els millors clubs del país no hi prenien part. A partir de l'any 1991, Eslovènia esdevé independent i la lliga se separa de l'estructura iugoslava anterior.

## Clubs participants temporada 2010/11
- FC Koper
- NK Maribor
- ND HiT Gorica
- NK Olimpija Ljubljana
- MIK CM Celje
- Nafta Lendava
- NK Rudar Velenje
- NK Domžale
- ND Triglav
- Primorje Ajdovscina

## Historial

### Abans de la independència
| - 1920: SFK Ilirija Ljubljana - 1921: SFK Ilirija Ljubljana - 1922: SFK Ilirija Ljubljana - 1923: SFK Ilirija Ljubljana - 1924: SFK Ilirija Ljubljana - 1925: SFK Ilirija Ljubljana - 1926: SFK Ilirija Ljubljana - 1927: SFK Ilirija Ljubljana - 1928: ASK Primorje Ljubljana - 1929: ASK Primorje Ljubljana - 1930: SFK Ilirija Ljubljana - 1931: ISSK Maribor - 1932: SFK Ilirija Ljubljana - 1933: ISSK Maribor - 1934: SFK Ilirija Ljubljana - 1935: SFK Ilirija Ljubljana - 1936: NK Ljubljana - 1937: NK Zeleznicar Maribor - 1938: Cakovecki SK Cakovec - 1939: ISSK Maribor - 1940: NK Zeleznicar Maribor - 1941: NK Ljubljana | - 1942-45: no es disputà - 1946: NK Nafta Lendava - 1947: NK Enotnost Ljubljana - 1948: Garnizija JLA Ljubljana - 1949: Zeleznicar Ljubljana - 1950: NK Korotan Prevalje - 1951: NK Branik Maribor - 1952: NK Odred Ljubljana - 1953-58: no es disputà - 1959: NK Branik Maribor - 1960: NK Branik Maribor - 1961: NK Maribor - 1962: NK Olimpija Ljubljana - 1963: NK Ljubljana - 1964: Kladivar Celje - 1965: Slovan Ljubljana - 1966: NK Aluminij Kidricevo - 1967: NK Ljubljana - 1968: NK Ljubljana - 1969: NK Zeleznicar Maribor - 1970: NK Mura Murska Sobota - 1971: Merkator Ljubljana | - 1972: NK Rudar Tribovje - 1973: NK Zeleznicar Maribor - 1974: NK Rudar Tribovje - 1975: Merkator Ljubljana - 1976: NK Maribor - 1977: NK Rudar Velenje - 1978: Merkator Ljubljana - 1979: NK Rudar Trebovje - 1980: Merkator Ljubljana - 1981: NK Smartno - 1982: NK Maribor - 1983: Slovan Ljubljana - 1984: NK Maribor - 1985: NK Koper - 1986: NK Maribor - 1987: NK Olimpija Ljubljana - 1988: NK Koper - 1989: NK Ljubljana - 1990: NK Izola - 1991: NK Rudar Velenje |

### Després de la independència
- 1991-92:  SCT Olimpija (1)
- 1992-93:  SCT Olimpija (2)
- 1993-94:  SCT Olimpija (3)
- 1994-95:  SCT Olimpija (4)
- 1995-96:  HiT Gorica (1)
- 1996-97:  Maribor Branik (1)
- 1997-98:  Maribor Teatanic (2)
- 1998-99:  Maribor Teatanic (3)
- 1999-00:  Maribor Teatanic (4)
- 2000-01:  Maribor Teatanic (5)
- 2001-02:  Maribor Teatanic (6)
- 2002-03:  Maribor Teatanic (7)
- 2003-04:  ND Gorica (2)
- 2004-05:  HiT Gorica (3)
- 2005-06:  HiT Gorica (4)
- 2006-07:  NK Domžale (1)
- 2007-08:  NK Domžale (2)
- 2008-09:  NK Maribor (8)
- 2009-10:  FC Koper (1)
- 2010-11:  NK Maribor (9)
- 2011-12:  NK Maribor (10)
- 2012-13:  NK Maribor (11)
- 2013-14:  NK Maribor (12)
- 2014-15:  NK Maribor (13)
- 2015-16:  Olimpija Ljubljana (1)
- 2016-17:  NK Maribor (14)
- 2017-18:  Olimpija Ljubljana (2)
- 2018-19:  NK Maribor (15)
- 2019-20:  NK Celje (1)
- 2020-21:  NŠ Mura (1)
- 2021-22:  NK Maribor (16)
- 2022-23:  Olimpija Ljubljana (2)
- 2023-24:  NK Celje (2)
- 2024-25:  Olimpija Ljubljana (3)